# Hockeymatchen
Hockeymatchen är ett underhållningprogram i TV4 som hade premiär 17 april 2013. Ett kändislag mötte Sveriges olympiska guldlag från 1994. Matchen spelades i Globen som en förberedelse inför invigningen av ishockey-VM, 2013 den 27 april . Medan Curre Lundmark repriserade sin roll som förbundskapten för Sveriges landslag tar Hardy Nilsson på sig ansvaret att träna kändislaget. Utöver isträning kör kändislaget även fysträning under ledning av Paolo Roberto. Domare var Dag Olsson, Stefan Danielsson, Tomas Thorbrink och Örjan Åhlen och varje period var 12 minuter.

## Laguppställning

### Kändislaget
- Linn Asplund, fotomodell
- Thomas Bodström, advokat och fd fotbollsspelare
- Matte Carlsson, snickare och programledare
- Mikkey Dee, trummis
- Andreas Dregen, musiker
- Nassim Al Fakir, musiker och programledare
- Per Fosshaug, egenföretagare och fd bandyspelare
- Erik Grönwall, musiker
- Pontus Kåmark, expertkommentator och fd fotbollsspelare
- Pelle Lidell, musiker och musikförläggare
- Olle Sarri, skådespelare

Efter en något sämre insats i träningsmatchen mot Huddinges P15-lag väljer Hardy Nilsson att förstärka kändislaget med några fd storspelare:
- Anders "Masken" Carlsson
- Mattias Norström
- Thomas Rundqvist
- Tommy Söderström
- Dick Tärnström

Dagen före matchen fick Hardy Nilsson även klartecken från Nicklas Lidström och Börje Salming .

### OS-laget från 1994
- Håkan Algotsson
- Charles Berglund
- Jonas Bergqvist
- Andreas Dackell
- Christian Due-Boije
- Niklas Eriksson
- Peter Forsberg
- Roger Hansson
- Roger Johansson
- Tomas Jonsson
- Patrik Juhlin
- Jörgen Jönsson
- Kenny Jönsson
- Patric Kjellberg
- Håkan Loob
- Mats Näslund
- Leif Rohlin
- Daniel Rydmark
- Tommy Salo
- Fredrik Stillman
- Michael Sundlöv
- Magnus Svensson
- Stefan Örnskog

## Resultat
| 27 april 2013 20:30 | Sverige | 5−5 ( 1–4, 3−1, 1−0) | IMP | Globen, Stockholm |

|  |                                                                             |  |                                                                                     |                                                                  |                                                                  |
|  | Roger Hansson Patric Kjellberg Patrik Juhlin Jonas Bergqvist Dick Tärnström |  | Olle Sarri Mattias Norström Anders "Masken" Carlsson Nicklas Lidström Pontus Kåmark | Domare: Dag Olsson Stefan Danielsson Tomas Thorbrink Örjan Åhlen | Domare: Dag Olsson Stefan Danielsson Tomas Thorbrink Örjan Åhlen |